# Città regia (Italia)
Le città regie erano, nei regni dell'Italia meridionale e di Sardegna del Medioevo e dell'Età moderna, le città e i centri minori (tutti chiamati universitas, indipendentemente dalla loro grandezza) che dipendevano direttamente dal re. Dato che facevano parte del demanio dello Stato, erano anche dette città demaniali. Nelle città regie veniva inviato un governatore che rappresentava il potere centrale. 
Differivano dunque dalle città e dai centri minori infeudati a un signore (barone, conte, duca o altro feudatario) investito dal re che esercitava una serie di poteri sulla comunità (generalmente il "mero e misto imperio" e "la alta e la bassa giurisdizione civile e criminale").
Tutte le città (regie o infeudate) avevano propri organi amministrativi (sindaco, decurionato) e giudiziari (giudici ecc.), ma le città regie godevano di margini di autonomia molto più ampi rispetto alle città infeudate, che dovevano confrontarsi continuamente col potere del feudatario. 
Erano città regie quelle che il potere centrale reputava importanti dal punto di vista dell'economia, della popolazione e soprattutto del ruolo strategico all'interno del regno. Le città infeudate potevano diventare regie comprando la loro libertà dal feudatario (a cui pagavano la somma corrispondente al valore della città) e poi chiedendo di entrare nel demanio.